# Masochisme

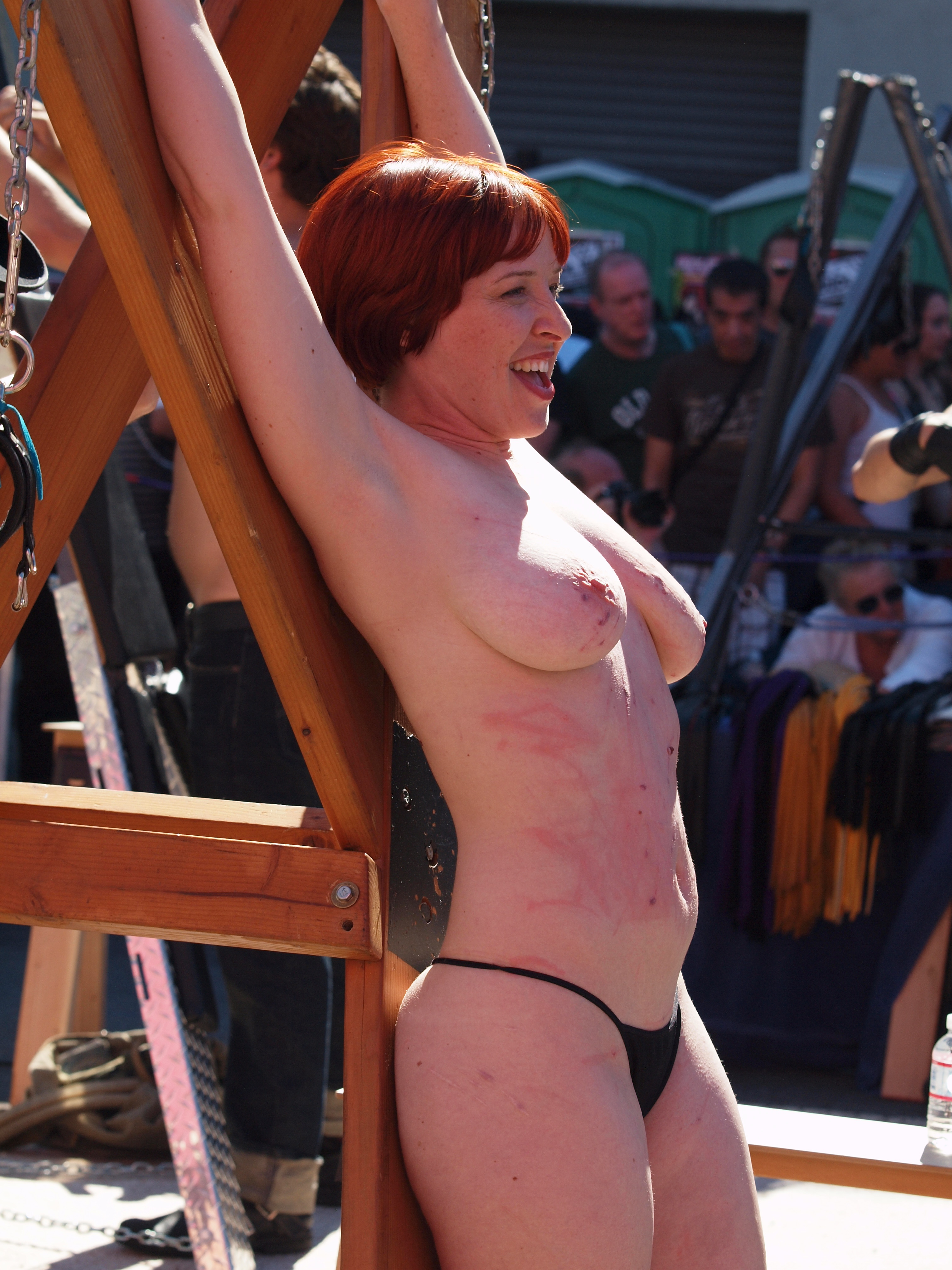
Een vrouw geniet van de onderwerping en de toegebrachte pijn

Masochisme is het beleven van (seksueel) genot aan onderwerping of kleinering, waarbij het de "masochist(e)" erom gaat door de partner te worden verleid/gemanipuleerd en door hem/haar gedomineerd, gekweld of vernederd te worden. Een middel hiertoe is het toebrengen van pijn. (Wanneer iemand geen behoefte heeft gedomineerd te worden, maar wel opgewonden raakt door pijn, noemt men dit algolagnie.)
Als er door deze parafilie grote problemen ontstaan tussen de masochist en de omgeving, kan er sprake zijn van een psychische aandoening.

## Etymologie
De term masochisme werd in 1886 voor het eerst gebruikt door de Duitse arts Richard von Krafft-Ebing. Hij verwees hiermee naar de Oostenrijkse ridder en auteur Leopold von Sacher-Masoch (1836-1895), die in zijn roman Venus im Pelz (Venus in bont) beschrijft hoe de mannelijke hoofdpersoon een 'onbereikbare vrouw' ertoe verleidt hem tijdens seksuele spelletjes lichamelijk te kwellen.

## Pijnbeleving
Pijn, of in bredere zin lijden, is wat de masochist opzoekt, als grenservaring van de eigen lichamelijkheid. De stimulans die van pijn uitgaat is die van een (zinnelijke) waardering van het ontbreken van de pijn. Sterk uitgedrukt: wie voelt hoe het is om te sterven, waardeert het leven des te meer.
Levensdrift en doodsdrift (zie Freud) worden tegen elkaar uitgespeeld en hebben voor de masochist een (erotisch) stimulerende werking. 
Het genot van pijn haalt een masochist uit de aanmaak van endorfine in het lichaam. Dit natuurlijke chemische proces in het lichaam wat mensen beschermt voor te heftige pijnen is tevens een proces dat door een masochist als prettig wordt ervaren en dat zelfs verslavend kan werken. Bij een grote hoeveelheid endorfines die in het bloed vrijkomen als gevolg van de pijn die wordt gegeven, kan men zelfs in een soort trance raken. In deze trance wordt pijn niet meer waargenomen en raakt men in een diepontspannen toestand, waarin het reactievermogen vertraagt en praten of nadenken nauwelijks of niet meer mogelijk is. In een diepe trance kunnen zelfs verschijnselen optreden alsof men aan het "trippen" is. Voor een goed verloop in de aanmaak van endorfines is een goede dosering van de pijn nodig. Een vinger tussen de deur zal dus niet het gewenste prettige effect geven. Afkickverschijnselen van de endorfines openbaren zich vrij snel na een pijnspel, door middel van koude rillingen en schokken door het lichaam. 
Het genieten van pijn is voor de masochist vaak alleen mogelijk in combinatie met seksuele stimulatie. Men geniet niet van pijn door andere oorzaken, zoals Freud heeft gesuggereerd. Anders gezegd wil de masochist dat de pijn uit liefde wordt toegebracht, en is het genot van de ander hierin erg belangrijk (dan wel noodzakelijk).

### Hypoxyfilie
Hypoxyfilie of auto-erotische verstikking is een vorm van masochisme, waarbij de persoon seksueel opgewonden raakt door zuurstofgebrek – bijvoorbeeld door zich tijdens seksuele handelingen (zoals masturberen) op te hangen in een strop of door een plastic zak over het hoofd te doen. Het zuurstofgebrek gaat vaak gepaard met fantasieën over verstikking of verstikt worden door een minnaar. Hypoxyfilie is gevaarlijk omdat de persoon het risico loopt het bewustzijn te verliezen en daadwerkelijk te stikken.

## Sadomasochisme
Sadomasochisme (sm) is een combinatie van de begrippen sadisme en masochisme. Hiermee wordt, kort door de bocht, het liefdesspel van twee partners bedoeld: de één sadist en de ander masochist. Het is de vraag of het hier om een masochist en sadist in "zuivere vorm" gaat, of eerder om een modebegrip. Zoals hierboven omschreven is de masochist (zoals die ook naar voren komt in Venus im Pelz) uit op manipulatie van de partner. Aangezien een sadist uit is op absolute overheersing van de partner, zou je in plaats van een liefdesspel een machtsstrijd tussen masochist en sadist krijgen. In haar boek A Defence of Masochism (1999) noemt Anita Phillips een sadist en een masochist dan ook wel "Een onmogelijk koppel".